# Vereinte Kirche Gottes

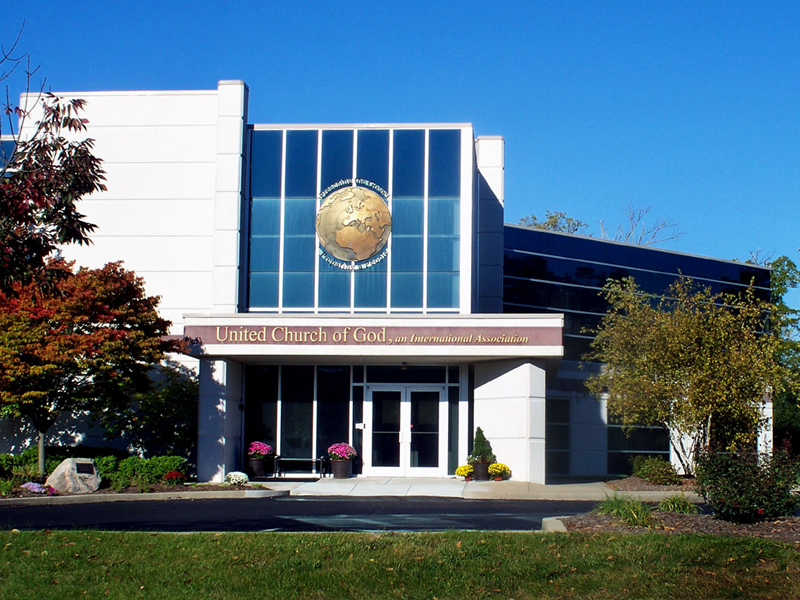
United Church of God, Gebäude in Milford, Ohio (2013)

Die Vereinte Kirche Gottes ist eine nichttrinitarische christliche Gemeinschaft, die sich 1995 von der Weltweiten Kirche Gottes abgespalten hat und weitgehend der Lehre von Herbert W. Armstrong folgt.

## Andere Bezeichnungen
Der offizielle englische Name ist The United Church of God, an International Association. Abgekürzt wird der deutsche Name mit VKG, der englische mit UCGIA. Die United Church of God, an International Association ist nicht zu verwechseln mit der International Church of God, der Intercontinental Church of God oder der Global Church of God, die alle ebenfalls Abspaltungen der Weltweiten Kirche Gottes sind.

## Verbreitung
Die Vereinte Kirche Gottes gibt auf ihrer Website an, dass sie in 40 Ländern aktiv sei. Mitgliederzahlen werden keine genannt.
Adherents.com gibt für 1998 weltweit 240 Kirchen mit 20.000 Mitgliedern an. Die Weltweite Kirche Gottes gibt an, dass 1995 Hunderte von Geistlichen und 12.000 Mitglieder die Vereinte Kirche Gottes gebildet hätten.

## Organisation
Der Hauptsitz der Organisation ist in Cincinnati, Ohio, in den Vereinigten Staaten.
Die Vereinte Kirche Gottes wird durch einen zwölfköpfigen Ältestenrat geleitet, dem der Präsident unterstellt ist. Die Aufgabe des Präsidenten liegt hauptsächlich in der Verantwortung für die Geschäftsführung der Vereinten Kirche Gottes, außerdem fungiert er als offizieller Repräsentant der Kirche. Der Präsident leitet ein Team aus drei Abteilungsleitern, die für Finanzen, Pastoralen Dienst und Medien und Kommunikation zuständig sind.
Der Ältestenrat tritt viermal jährlich zusammen und ist verantwortlich für die übergeordneten Richtlinien und Lehren der Kirche. Er wird durch die Generalkonferenz der Ältesten gewählt, die jährlich zusammentritt und Haushalt und strategische Zielsetzung verabschiedet.

## Lehre
Die Vereinte Kirche Gottes folgt der Lehre Herbert A. Armstrongs, die sich in wesentlichen Punkten vom christlichen Konsens unterscheidet. Wichtige Lehraussagen sind:
- Gott wird nicht als trinitarisch gesehen, insbesondere ist der Heilige Geist nach der Lehre der Vereinten Kirche Gottes die Kraft Gottes und keine eigenständige Person der Gottheit.
- Christen sind Teil der Familie Gottes und werden bei ihrer Auferstehung zu „von Geist geborenen Wesen, die Teil von Elohim, der herrschenden Familie Gottes sind“.
- Die moralischen Gesetze und die Feste, wie sie in den Büchern des Moses überliefert werden, sind auch für heutige Christen verbindlich.
- Die USA, Großbritannien und einige andere Nationen setzen sich zu großen Teilen aus den physischen Nachfahren der 10 verlorenen Stämme des alten Israels zusammen.
- Der Ursprung vieler traditioneller christlicher Feste und Riten (z. B. Weihnachten, Ostern) ist heidnisch und diese Feste sind deshalb in Gottes Augen verwerflich.

## Praxis
Die Vereinte Kirche Gottes hält den Sabbat ein als wöchentlichen Ruhetag.
Die Mitglieder zahlen den Zehnten von ihrem Ertrag.
Die Vereinte Kirche Gottes feiert Pfingsten und die im Alten Testament aufgelisteten biblischen Feste Passah, Fest der Ungesäuerten Brote, Posaunentag, Versöhnungstag und Laubhüttenfest.

## Geschichte
Die Vereinte Kirche Gottes entstammt der Weltweiten Kirche Gottes (WKG), gegründet durch Herbert W. Armstrong. Herbert Armstrong starb 1986 und Joseph W. Tkach folgte ihm als Generalpastor. Am Ende der 1980er und zu Beginn der 1990er Jahre veranlasste Joseph Tkach eine Reihe doktrinärer Änderungen der grundlegenden Lehren der Kirche wie beispielsweise das Halten des Sabbats und der heiligen Festtage sowie die Bedeutung der Gebote über reine und unreine Speisen. Die neuen Lehren wurden als Theologie des Neuen Bundes ausgerufen und veranlassten Tausende Mitglieder und hunderte Prediger, die Kirche zu verlassen.
Die Vereinte Kirche Gottes wurde im Frühling 1995 auf einer Konferenz in Indianapolis (Indiana) gegründet. Die Gründer waren ehemalige Pastoren der WKG. Der erste Präsident der neu gegründeten Vereinten Kirche Gottes war David Hulme. Hulme verließ die VKG 1998, nachdem der Ältestenrat ihn als Präsident abgesetzt hatte. Zurzeit ist er der Präsident der Church of God, an International Community. Hulme folgten 1998 Les McCullough, 2001 Roy Holladay, 2005 Clyde Kilough und 2010 Dennis Luker auf den Posten des Präsidenten.
Der jetzige Präsident, Dennis Luker, war früher Regionalpastor der Kirche im Bundesstaat Washington, diente als Mitglied des Ältestenrates und hat auch Auslandserfahrung als ehemaliger Regionaldirektor der Weltweiten Kirche Gottes in Australien.

## Institutionen
Das Ambassador Bible Center bietet einen achtmonatigen Lehrgang zum Verständnis der Bibel entsprechend der Lehre der Vereinten Kirche Gottes.

## Medien
Die Vereinte Kirche Gottes publiziert verschiedene Medien.
- Die zweimonatlich erscheinende Zeitschrift The Good News (Deutsch Gute Nachrichten – Antworten für heute und morgen), die in fünf Sprachen erscheint, ist die wichtigste Publikation der Vereinten Kirche Gottes. Im März 2005 belief sich die weltweite Auflage der Good News auf 412 000 Exemplare, das Abonnement ist kostenlos. Die Zeitschrift enthält Artikel über biblische Lehren, Prophetie, aktuelles Weltgeschehen, soziale Probleme, Wissenschaft und christliche Lebensführung aus Sicht der Vereinten Kirche Gottes.

- World News and Prophecy erscheint monatlich und enthält Artikel, welche das aktuelle Weltgeschehen und dessen Bezug zu biblische Prophetie aus Sicht der Vereinten Kirche Gottes behandeln. Dabei wird vom Aufstieg der Europäischen Union, dem Niedergang der Vorherrschaft der Vereinigten Staaten und Großbritanniens und dem Verfall der Moral in der westlichen Kultur ausgegangen.

- The United News befasst sich hauptsächlich mit Neuigkeiten und Ereignissen innerhalb der Vereinten Kirche Gottes und berichtet über die Verkündigungsarbeit, kirchliche Aktivitäten, christliche Lehren und Lebensführung, Nachrichten aus der Verwaltung, sowie Geburts- und Todesanzeigen innerhalb der Kirche.

- Intern ist neben Gute Nachrichten die einzige regelmäßig erscheinende deutschsprachige Publikation.

- Vertical Thought ist eine vierteljährlich erscheinende Publikation für Jugendliche.

- Virtual Christian Magazine ist eine Online-Zeitschrift

- Beyond Today produziert eine wöchentliche TV-Sendung und wird in den Vereinigten Staaten auf über einhundert freien Kanälen gesendet.

## Einzelbelege
1. ↑  About the United Church of God
2. ↑  adherents.com United Church of God (Memento des Originals vom 4. April 2007 im Internet Archive)  Info: Der Archivlink wurde automatisch eingesetzt und noch nicht geprüft. Bitte prüfe Original- und Archivlink gemäß Anleitung und entferne dann diesen Hinweis.
3. ↑  A Brief History of the Worldwide Church of God, Chapter Two: A Decade of Painful Change
4. ↑  Vereinte Kirche Gottes: Festtage
5. ↑  "The Uniteds", Ambassador Report, Issue 59, June, 1995
6. ↑  "United Dethrones Hulme", Ambassador Report, Issue 68, April, 1998